# Seika (Kioto)
Seika (精華町 Seika-chō?) es un pueblo localizado en la prefectura de Kioto, Japón. En junio de 2019 tenía una población de 36.225 habitantes y una densidad de población de 1.411 personas por km². Su área total es de 25,68 km².

## Geografía

### Localidades circundantes
- Prefectura de Kioto
  - Kyōtanabe
  - Kizugawa
- Prefectura de Nara
  - Nara
  - Ikoma

## Demografía
Según datos del censo japonés, la población de Seika ha aumentado en los últimos años.
| Año del censo | Población |
| ------------- | --------- |
| 1995          | 22.691    |
| 2000          | 26.357    |
| 2005          | 34.236    |
| 2010          | 35.630    |
| 2015          | 36.376    |